# 夏昇
夏昇（1464年—1519年），字景熙，號東庵，廣東海南衛左所（今海南瓊山）人，明朝政治人物，同進士出身。

## 生平
成化十九年（1483年）癸卯科廣東鄉試第四十八名舉人。弘治三年（1490年）中式庚戌科會試第二百六十七名，三甲第一百八十二名進士。授兵部主事，武库职方司郎中、尚宝少卿、南京尚宝卿、鸿胪寺卿，以病乞归，加南京太常卿致仕。

## 家族
曾祖夏均驛；祖父夏禮；父夏瑄。嫡母鍾氏；生母孫氏。慈侍下。